# Jasza Manaszerow
Jasza Manaszerow (ur. 29 października 1980) – izraelski zapaśnik walczący w stylu klasycznym. Olimpijczyk z Aten 2004, gdzie zajął dziewiętnaste miejsce w kategorii 74 kg. Trzykrotny uczestnik mistrzostw świata; ósmy w 2003. Dziesiąty na mistrzostwach Europy w 2005 roku.

## Turniej wAtenach 2004
| Konkurencja             | Walki                        | Walki                  | Klas. końcowa |
| Konkurencja             | Przeciwnik I                 | Przeciwnik II          | Miejsce       |
| ----------------------- | ---------------------------- | ---------------------- | ------------- |
| styl klasyczny do 74 kg | José Alberto Recuero (ESP) L | Danił Chalimow (KAZ) L | 19.           |